# رنو ۵ الکتریکی
رنو ۵ التریکی یا رنو ۵ برقی (به انگلیسی: Renault 5 E-Tech) یک خودروی برقی در کلاس هاچ‌بک مدل سگمنت بی است که طراحی آن بر اساس رنو ۵ اصلی است. یک مدل تولیدی برای رسیدن به بازار در سال ۲۰۲۴ برنامه‌ریزی شده‌است. نمونه اولیه این اتومبیل در ژانویه ۲۰۲۱ ارائه شد.
رنو ۵ برقی در ژانویه ۲۰۲۱ به عنوان بخشی از برنامه استراتژیک گروه رنوی فرانسه که دوره ۲۰۲۱–۲۰۲۵ را پوشش می‌دهد، معرفی شد. برند رنو با هدف ارائه کاملترین مجموعه همراه با سوختی الکتریکی و هیدروژنی تا سال ۲۰۲۵، تلاش خود را «نوول وگ» (موج جدید) نامگذاری کرده‌است. این محصول تولیدی قرار است در نمایشگاه خودروی ژنو ۲۰۲۴ عرضه شود.